# VK Merendree
VK Merendree was een Belgische voetbalclub uit Merendree. De club werd opgericht in 1940, speelde tot 1989 in het Katholiek Vlaams Sportverbond van Oost-Vlaanderen en sloot in juli 1989 aan bij de KBVB met stamnummer 9167.
In 1996 fuseerde VK Merendree met Lando-Sport Landegem en vormde LS Merendree onder het stamnummer van Landegem.

## Geschiedenis
VK Merendree speelde tussen 1940 en 1989 in het KVS, toen maakte de club de overstap naar de KBVB.
De club had het bij de KBVB niet makkelijk, Merendree eindigde telkens in de staart van het klassement in Vierde Provinciale.
Vanaf 1994 ging het beter, men behaalde een vierde plaats wat recht gaf op deelname aan de eindronde, maar promoveren naar Derde Provinciale lukte niet, in het laatste seizoen van de club eindigde Merendree als negende.
Men besloot in 1996 te fuseren met buur Lando-Sport uit Landegem, die club speelde een reeks hoger, het eigen stamnummer werd ingediend en men ging als LS Merendree verder onder het stamnummer van Landegem. 